# Liste ehemaliger IPA-Zeichen
Die Liste ehemaliger IPA-Zeichen enthält alle Zeichen, die früher zum internationalen phonetischem Alphabet gehörten, aber entweder ersetzt oder ganz entfernt wurden.
In seiner Geschichte wurde das internationale phonetische Alphabet mehrfach verändert. Diese Änderungen hatten das Ziel, die Lautschrift zu vereinheitlichen, zu ergänzen oder zu vereinfachen. Vor allem die Revisionen von 1976, 1989 und 1993 haben die Lautschrift verändert.
| Zeichen                               | Beschreibung                                                      | Jahr | Ersetzt durch                                      | Grund für Entfernung |
| ------------------------------------- | ----------------------------------------------------------------- | ---- | -------------------------------------------------- | --- |
| ʚ                                     | Gerundeter halboffener Zentralvokal                               | ―    | ―                                                  | Dieses Zeichen ist eine horizontal gespiegelte Variante des korrekten Zeichens ɞ und wurde wegen eines Druckfehlers in einigen IPA-Tabellen aufgeführt. Es war jedoch noch nie offiziell im IPA enthalten. |
| ƞ                                     | silbisches N                                                      | 1976 | n̩                                                  | Dieses Zeichen, das das silbische N wie in hoffen darstellt, wurde 1976 entfernt, um es mit anderen silbischen Konsonanten zu vereinheitlichen, die diakritische Zeichen benutzen. |
| ƻ ƾ                                   | Stimmhafte alveolare Affrikate Stimmlose alveolare Affrikate      | 1976 | ʣ ʦ                                                | Bei diesen Zeichen handelte es sich um vertikale t-s- bzw. d-z-Ligaturen. Da die horizontale Ligatur bevorzugt wurde, wurden diese Zeichen entfernt. |
| ʞ                                     | Velarer Klick                                                     | 1979 | ―                                                  | Dieses Zeichen, vom Aussehen her ein umgedrehtes k, sollte für den velaren Klick verwendet werden. Sprachwissenschaftler haben jedoch festgestellt, dass solch ein Laut nicht möglich ist, weswegen der Buchstabe 1979 entfernt wurde. |
| ʇ ʖ ʗ                                 | Dentaler Klick Lateraler Klick Alveolarer Klick                   | 1989 | ǀ (Dentaler Klick)                                 | Diese Klickzeichen waren zwar im IPA enthalten, fanden in der Wissenschaft der Khoisan-Sprachen aber nie größere Verbreitung, wobei diese die Sprachen sind, welche diese Laute hauptsächlich verwenden. Diese nutzten jedoch weiterhin ihre eigenen Zeichen. Daraufhin wurden diese Zeichen ersetzt. |
| ɷ                                     | Gerundeter zentralisierter fast geschlossener Hinterzungenvokal   | 1989 | ʊ                                                  | Dieses Zeichen, vom Aussehen her ein geschlossenes Omega, wurde für lange Zeit parallel zum Zeichen ʊ verwendet. Infolge der Vereinheitlichung wurde das Zeichen 1989 entfernt. |
| ɩ                                     | Ungerundeter zentralisierter fast geschlossener Vorderzungenvokal | 1989 | ɪ                                                  | Dieses Zeichen, vom Aussehen her ein griechisches Iota, wurde lange Zeit parallel zum Zeichen ɪ verwendet. Infolge der Vereinheitlichung wurde das Zeichen 1989 entfernt. |
| ɼ                                     | tschechisches ř                                                   | 1989 | r̝                                                  | Dieser Buchstabe stellte den Laut des tschechischen Buchstaben Ř dar, der zwar in derselben Position wie das [r] gesprochen wurde, jedoch trotzdem eine andere Aussprache hat. Dieser Buchstabe wurde 1989 abgeschafft. |
| ᶀ ᶁ ᶂ ᶃ ᶄ ᶅ ᶆ ᶇ ᶈ ᶉ ᶊ ʆ (ᶋ) ƫ ᶌ ᶍ ᶎ ʓ | palatalisierte Konsonanten                                        | 1989 | bʲ dʲ fʲ gʲ kʲ lʲ mʲ nʲ pʲ rʲ sʲ ʃʲ tʲ vʲ xʲ zʲ ʒʲ | Während im IPA die Palatalisierung generell durch das Nachstellen eines hochgestellten J angezeigt wird, war es bis 1989 auch erlaubt, Palatalhaken an den Konsonanten zu hängen, um die Palatalisierung anzuzeigen. Im Falle von ʃ und ʒ sollte offiziell kein Haken, sondern eine Schleife verwendet werden, aber nicht überall wurde diese Regel befolgt. Diese Buchstaben waren vor allem im Zusammenhang mit der russischen Sprache sehr verbreitet. Nach 1989 wurde jedoch die Schreibung mit ʲ Pflicht, weswegen die Zeichen mit Palatalhaken nicht mehr weiter verwendet wurden. |
| ᶏ ᶐ ᶒ ᶓ ᶔ ᶕ ᶖ ᶗ ᶙ                     | Rhotizierte Vokale                                                | 1989 | a˞ ɑ˞ e˞ ɛ˞ ɝ ɚ i˞ ɔ˞ u˞                           | Vor 1989 wurden an rhotizierten Vokalen Retroflexhaken angebunden. Dies änderte sich 1989, als ein spezieller Rhotizitätshaken eingeführt wurde, der sich nicht mehr mit dem Vokal verbindet (mit Ausnahme von rhotiziertem Schwa [ə] und [ɜ], die Ligaturen bilden: [ɚ] und [ɝ]). |
| ◌̫                                     | Kombinierender Buchstabe W unten                                  | 1989 | ◌ʷ                                                 | Früher konnte die Labialisierung sowohl mit einem hochgestellten W als auch mit einem kombinierenden W unter dem Konsonanten angezeigt werden. 1989 wurde das hochgestellte W als alleiniges Zeichen zugelassen. |
| ƥ ƭ ƈ ƙ ʠ                             | Stimmlose Implosive                                               | 1993 | ―                                                  | Diese Buchstaben stellten stimmlose Implosive dar. Da diese Laute sehr selten sind, wurden die Zeichen 1993 entfernt. |